# Sciapode

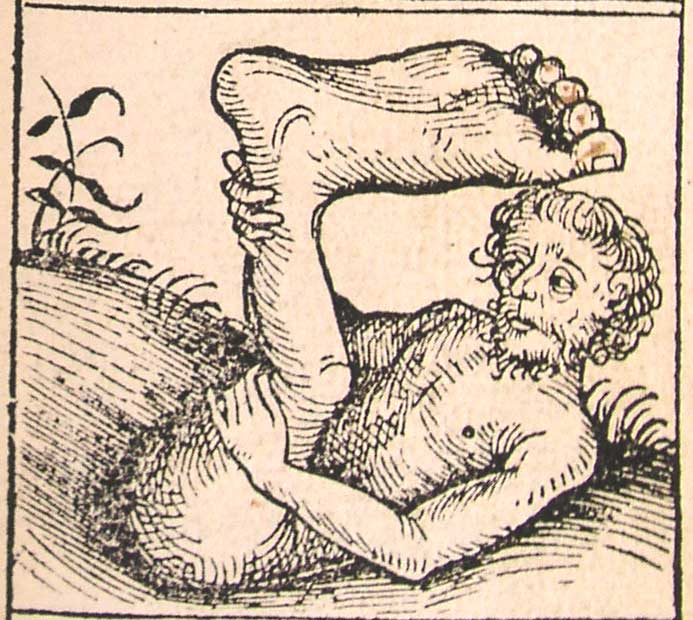
Sciapode dans les Chroniques de Nuremberg de Hartmann Schedel (1493).

Les Sciapodes ou Skiapodes (σκιαποδες / skiapodes en grec, littéralement « ombre - pied ») ou Monopodes sont un peuple fantastique, évoqué par plusieurs poètes et historiens grecs de l'Antiquité, composé d'êtres possédant une jambe unique terminée par un pied gigantesque. Sa jambe permet à un sciapode de suivre à la course les animaux les plus rapides, et son pied lui sert de parasol pour se protéger du soleil.

## Évocations dans l'Antiquité
- Ctésias de Cnide (médecin grec en Perse et historien) évoque les Sciapodes dans son Histoire de l'Inde, en même temps que d'autres créatures merveilleuses telles que les Cynocéphales ou les Panotii.
- Pline l’Ancien (23-79 après J.-C.) mentionne aussi les Sciapodes, sans les situer précisément parmi les merveilles de l’Éthiopie et de l'Inde, terres réputées riches en prodiges dans son Histoire naturelle, Livre VII-2.  …[il]« est une région appelée Abarimon, où vivent des hommes sauvages, dont les pieds sont tournés en sens contraire des nôtres ; ils sont d'une vélocité extraordinaire, et ils errent dans les bois avec les animaux. Ils ne peuvent pas respirer sous un autre ciel ; c'est pour cela qu'on n'en amène pas aux rois voisins, et qu'on n'en conduisit point à Alexandre le Grand : tel est le dire de Béton, chargé de mesurer les marches de ce prince.»
- Saint Augustin (354–430) cite les Sciapodes dans La Cité de Dieu, (413-426) livre 16, chapitre 8 intitulé «Si certaines races monstrueuses d'hommes sont dérivées de la souche d'Adam ou des fils de Noé», « …D'autres affirment qu'il y a des peuples d'une merveilleuse vitesse qui n'ont qu'une jambe sur deux pieds et ne plient point le jarret ; on les appelle Sciopodes, parce que l'été ils se couchent sur le dos et se défendent du soleil avec la Plante de leurs pieds » Mais Saint Augustin pense qu'il est peu probable que de telles créatures existent.
- La légende perdure au Moyen Âge. Alors que les auteurs grecs et romains localisent les Sciapodes en Indes, les érudits médiévaux tels qu’Isidore de Séville, Raban Maur, Vincent de Beauvais les situent en Éthiopie.
- Une figure de sciapode apparait sur la carte de Hereford (1275-1283).
- Reprenant la Gesta Romanorum (“Les Actes des Romains“, recueil rassemblant anecdotes et contes rédigés en latin probablement compilé vers la fin du XIIIe siècle ou au début du XIVe), Jean Céard écrit : «Les Sciapodes sont ceux qui, vers Dieu et leur prochain, vont sur un seul pied, celui de la charité.
- Si Marco Polo (1254, 1324) ne décrit aucun des monstres médiévaux, l’illustrateur Maître d’Egerton représente un Blemmye et un Sciapode dans « Le livre des Merveilles » paru vers 1470.
- Dans un manuscrit «Heure à usage des Antonins» vers 1460/1470, l’enlumineur Maitre du Prince de Piémont a dessiné un Sciapode en marge du codex.

## Interprétations savantes
Les commentateurs modernes[réf. nécessaire] supposent que la légende des sciapodes pourrait provenir d'une confusion due à l'observation par des voyageurs de la position de méditation sur une jambe des sages Sâdhus.
André Stahl et Pierre Tourame écrivent que les nouveau-nés sirenomèles ont pu être à l'origine de la légende

## Évocations dans les arts après l'Antiquité
Le Liber monstrorum, catalogue de peuples et créatures légendaires anonyme du VIIIe siècle, considère ceci :
« Et l'on dit qu'il existe une race de gens que les Grecs appellent Sciapodes, parce qu'allongés sur le dos, ils se protègent de la chaleur du soleil grâce à l'ombre de leurs pieds. En effet, ils sont d'une nature très rapide. Ils n'ont qu'une jambe pour chaque pied, et leurs genoux sont durcis dans une articulation inflexible. »
Le roman de fantasy L'Odyssée du Passeur d'Aurore, de C. S. Lewis, met en scène des sciapodes, qui y sont appelés « Monopodes » puis « Nullipotes ».
Umberto Eco, dans son roman picaresque Baudolino, fait des Sciapodes un des peuples de Pndapetzim.